# Chitón
Chut
L'eau-forte Chitón (en français Chut) est une gravure de la série Los caprichos du peintre espagnol Francisco de Goya. Elle porte le numéro 28 dans la série des 80 gravures. Elle a été publiée en 1799.

## Interprétations de la gravure
Il existe divers manuscrits contemporains qui expliquent les planches des Caprichos. Celui qui se trouve au Musée du Prado est considéré comme un autographe de Goya, mais semble plutôt chercher à dissimuler et à trouver un sens moralisateur qui masque le sens plus risqué pour l'auteur. Deux autres, celui qui appartient à Ayala et celui qui se trouve à la Bibliothèque nationale, soulignent la signification plus décapante des planches.
- Explication de cette gravure dans le manuscrit du Musée du Prado :
Excelente madre para un encargo de confianza.
(Excellente mère pour une mission de confiance)[2].
- Manuscrit de Ayala :
 Las señoras de distinción se valen a veces de aquellas viejas miserables, que están a las puertas de las Iglesias, para llevar billetes de amor.
(Les dames distinguées utilisent parfois ces vieilles misérables qui sont aux portes des églises pour porter des billets d'amour)[2].
- Manuscrit de la Bibliothèque nationale :
Las señoras de distinción se valen de aquellas viejas que se suelen estar rezando a las puertas de las iglesias para llevar billeticos y enviar citas a sus amantes.
(Les dames distinguées utilisent ces vieilles qui ont l'habitude de prier aux portes des églises pour porter des billets et envoyer des rendez-vous à leurs amants)[2].

## Technique de la gravure

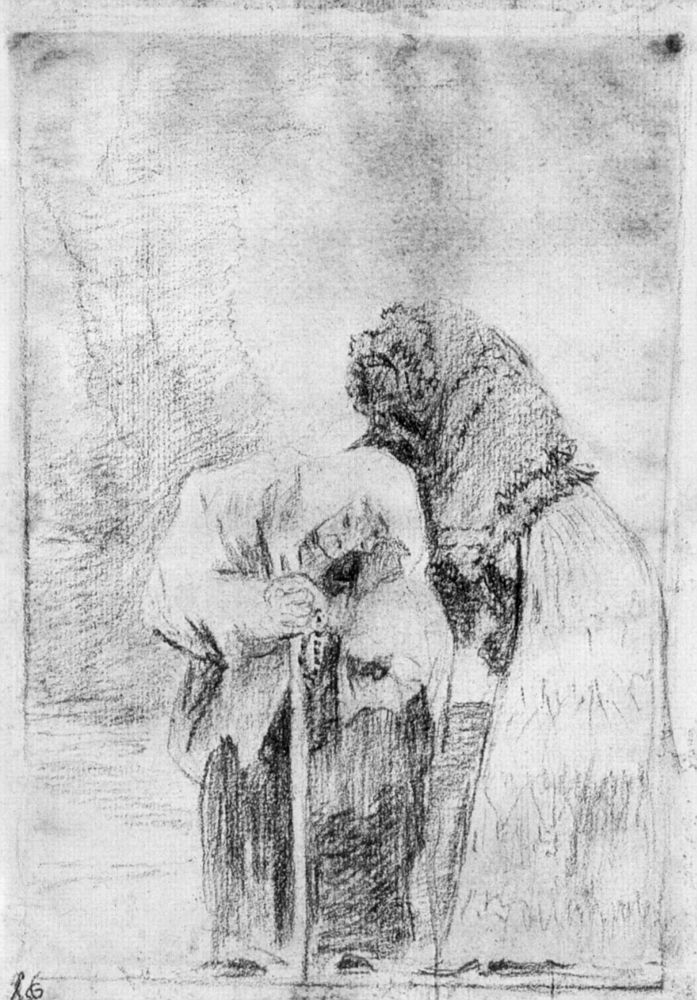
Dessin préparatoire.

L'estampe mesure 215 × 151 mm sur une feuille de papier de 306 × 201 mm.
Goya a utilisé l'eau forte, l'aquatinte et le burin.
Le dessin préparatoire est à la sanguine. Dans le coin inférieur gauche est écrit un 16. Le dessin préparatoire mesure 204 × 143mm mm.

## Catalogue
- Numéro de catalogue G02116 au Musée du Prado.
- Numéro de catalogue du dessin préparatoire D04214 au Musée du Prado.